# Nati nel 1930/Giugno
| Questa pagina contiene informazioni ricavate automaticamente dalle voci biografiche con l'ausilio del template Bio e di un bot. L'aggiornamento è periodico e automatico e ricostruisce completamente la pagina. Se manca una persona in questa lista, sei pregato di non aggiungerla, ma accertati piuttosto che la sua voce biografica contenga il template Bio e che i dati anagrafici siano correttamente compilati. Se il template Bio manca, inseriscilo tu stesso o, in alternativa, metti l'avviso {{tmp\|Bio}} che ne segnala la mancanza. Se i dati riportati sono sbagliati, correggi direttamente la voce biografica; le modifiche saranno visibili in questa lista entro pochi giorni. Per chiarimenti vedi il progetto biografie. La lista contiene solo le 198 persone che sono citate nell'enciclopedia e per le quali è stato implementato correttamente il template Bio. Pagina aggiornata al 18 ago 2025. |

- 1º giugno - Pat Corley, attore statunitense († 2006)
- 1º giugno - Kei Kumai, regista giapponese († 2007)
- 1º giugno - Lev Kuznecov, schermidore sovietico († 2015)
- 1º giugno - Mario Pancera, giornalista e scrittore italiano
- 1º giugno - Slavko Stojanović, calciatore jugoslavo († 2012)
- 1º giugno - Edward Woodward, attore britannico († 2009)
- 2 giugno - Charles Conrad, astronauta statunitense († 1999)
- 2 giugno - Alfredo Diana, politico italiano († 2025)
- 2 giugno - Loi Estrada, medica e politica filippina
- 2 giugno - Everett "Vic" Firth, percussionista statunitense († 2015)
- 2 giugno - Elio Grani, calciatore italiano († 2014)
- 3 giugno - Rodolfo Aricò, pittore e scenografo italiano († 2002)
- 3 giugno - Wulff-Dieter Heintz, astronomo tedesco († 2006)
- 3 giugno - Dakota Staton, cantante statunitense († 2007)
- 3 giugno - Abbas Zandi, lottatore iraniano († 2017)
- 3 giugno - Marion Zimmer Bradley, scrittrice, glottoteta e curatrice editoriale statunitense († 1999)
- 4 giugno - Charles Benetti, ex calciatore maltese
- 4 giugno - Silvano Chiumento, calciatore italiano († 2000)
- 4 giugno - Mario Gariazzo, regista italiano († 2002)
- 4 giugno - Carlos Lucas, pugile cileno († 2022)
- 4 giugno - Morgana King, cantante e attrice statunitense († 2018)
- 4 giugno - Nunzio Franco Pascarella de Capoa, artista, architetto e scrittore italiano († 2020)
- 4 giugno - Viktor Tichonov, hockeista su ghiaccio e allenatore di hockey su ghiaccio sovietico († 2014)
- 4 giugno - Štefan Uher, regista slovacco († 1993)
- 5 giugno - Peter J. Landin, informatico britannico († 2009)
- 5 giugno - Ursula Lehr, docente e politica tedesca († 2022)
- 5 giugno - Andrzej Perepeczko, scrittore polacco († 2023)
- 5 giugno - Vladimir Ivanovič Popov, regista e animatore sovietico († 1987)
- 5 giugno - Alifa Rifaat, scrittrice egiziana († 1996)
- 6 giugno - Sunil Dutt, attore, produttore cinematografico e regista indiano († 2005)
- 6 giugno - Albert Gallo, mafioso statunitense
- 6 giugno - Julius Kovazh, calciatore austriaco († 2012)
- 6 giugno - Françoise Mallet-Joris, scrittrice belga († 2016)
- 7 giugno - Hilderaldo Bellini, calciatore brasiliano († 2014)
- 7 giugno - Roberto Di Ferro, partigiano e operaio italiano († 1945)
- 7 giugno - Dolores Duran, cantante e compositrice brasiliana († 1959)
- 7 giugno - Gérard Genette, critico letterario e francesista francese († 2018)
- 7 giugno - Lang Jeffries, attore canadese († 1987)
- 7 giugno - Monique Limousin, cestista francese († 2011)
- 8 giugno - Robert Aumann, matematico israeliano
- 8 giugno - Bo Widerberg, regista svedese († 1997)
- 8 giugno - Tibor Zsíros, cestista e allenatore di pallacanestro ungherese († 2013)
- 9 giugno - Barbara, cantautrice e attrice francese († 1997)
- 9 giugno - Yngve Brodd, allenatore di calcio e calciatore svedese († 2016)
- 9 giugno - Lin Carter, scrittore statunitense († 1988)
- 9 giugno - Livio Cecchelin, pianista italiano († 2020)
- 9 giugno - Roberto Fernández Retamar, scrittore cubano († 2019)
- 9 giugno - Alda Lara, poetessa portoghese († 1962)
- 9 giugno - Nejčo Nejčev, cestista e allenatore di pallacanestro bulgaro († 1995)
- 9 giugno - Terry Norris, attore e politico australiano († 2023)
- 9 giugno - Angelo Novi, fotografo italiano († 1997)
- 9 giugno - David Perlov, regista, sceneggiatore e direttore della fotografia israeliano († 2003)
- 9 giugno - Jordi Pujol i Soley, politico spagnolo
- 9 giugno - Bill Stauffer, cestista statunitense († 2015)
- 9 giugno - Timo Suviranta, cestista finlandese († 1994)
- 9 giugno - Ragnhild di Norvegia, principessa norvegese († 2012)
- 10 giugno - Carlos Carus, calciatore messicano († 1997)
- 10 giugno - Il'ja Sergeevič Glazunov, pittore russo († 2017)
- 10 giugno - Dino Musner, dirigente sportivo italiano († 2012)
- 10 giugno - Gianluigi Porelli, dirigente sportivo italiano († 2009)
- 10 giugno - Renato Spurio, allenatore di calcio e calciatore italiano († 2015)
- 11 giugno - Erasmo Buzzacchi, fumettista italiano († 2006)
- 11 giugno - Enrico De Mori, direttore d'orchestra italiano († 2016)
- 11 giugno - Lina Gabrielli, giornalista, scrittrice e esperantista italiana († 2016)
- 11 giugno - Charles B. Rangel, politico statunitense († 2025)
- 11 giugno - Ellen Schwiers, attrice tedesca († 2019)
- 11 giugno - Muhammad Yusuf al-Najjar, guerrigliero e terrorista palestinese († 1973)
- 12 giugno - Donald Byrne, scacchista statunitense († 1976)
- 12 giugno - Arkadij Davidovič, scrittore e aforista russo († 2021)
- 12 giugno - Paul Van Doren, imprenditore statunitense († 2021)
- 12 giugno - Innes Ireland, pilota automobilistico britannico († 1993)
- 12 giugno - Roberto Marchetti, biologo italiano († 1995)
- 12 giugno - Bruno Monti, ciclista su strada italiano († 2011)
- 12 giugno - Jim Nabors, attore e cantante statunitense († 2017)
- 12 giugno - Joan Peyser, musicologa e scrittrice statunitense († 2011)
- 12 giugno - Otto Schenk, regista, attore e direttore artistico austriaco († 2025)
- 12 giugno - Son Sen, politico, rivoluzionario e generale cambogiano († 1997)
- 12 giugno - Roberto Visconti, politico e architetto italiano († 2019)
- 13 giugno - Lamberto Cattabriga, matematico italiano († 1989)
- 13 giugno - Tony Hapgood, calciatore inglese († 2011)
- 13 giugno - Armando Hart, politico e rivoluzionario cubano († 2017)
- 13 giugno - Gene Lambdin, cestista statunitense († 2000)
- 13 giugno - Emmanuel Milingo, arcivescovo cattolico zambiano
- 13 giugno - Per-Olof Östrand, nuotatore svedese († 1980)
- 13 giugno - Paul Veyne, storico francese († 2022)
- 14 giugno - Borivoje Kostić, calciatore jugoslavo († 2011)
- 14 giugno - Lamberto Trezzini, direttore teatrale italiano († 2015)
- 15 giugno - Michel Chaillou, scrittore francese († 2013)
- 15 giugno - Yvonne Constant, attrice, cantante e ballerina francese († 2023)
- 15 giugno - Arturo Imedio, cestista, allenatore di pallacanestro e dirigente sportivo spagnolo († 1990)
- 15 giugno - Jean Paul Guhel, danzatore su ghiaccio francese († 1988)
- 15 giugno - Pier Luigi Pizzi, regista teatrale, scenografo e costumista italiano
- 15 giugno - Marcel Pronovost, hockeista su ghiaccio e allenatore di hockey su ghiaccio canadese († 2015)
- 15 giugno - Emilio Rubbi, economista e politico italiano († 2005)
- 15 giugno - Odile Versois, attrice francese († 1980)
- 16 giugno - Gian Carlo Ferretti, critico letterario e storico italiano († 2022)
- 16 giugno - Forrest Hamilton, cestista statunitense († 2021)
- 16 giugno - David Every Konstant, vescovo cattolico britannico († 2016)
- 16 giugno - Dominick Napolitano, mafioso statunitense († 1981)
- 16 giugno - Manfredi Nicoletti, architetto e saggista italiano († 2017)
- 16 giugno - Tullio Pane, cantante italiano († 2001)
- 16 giugno - Mike Sparken, pilota automobilistico francese († 2012)
- 16 giugno - Jack Straus, giocatore di poker statunitense († 1988)
- 16 giugno - Frank Thorne, fumettista statunitense († 2021)
- 16 giugno - Vilmos Zsigmond, direttore della fotografia ungherese († 2016)
- 17 giugno - James Gathers, velocista statunitense († 2002)
- 17 giugno - Gino Giardini, critico letterario italiano († 2006)
- 17 giugno - Gun Röring, ginnasta svedese († 2006)
- 17 giugno - 'A'isha del Marocco, principessa e ambasciatrice marocchina († 2011)
- 19 giugno - Salvatore D'Alia, politico italiano († 2013)
- 19 giugno - Boris Dmitrievič Parygin, filosofo russo († 2012)
- 19 giugno - Gena Rowlands, attrice statunitense († 2024)
- 19 giugno - Jacques Savournin, compositore di scacchi francese
- 19 giugno - Raymond Severn, attore statunitense († 1994)
- 20 giugno - Magdalena Abakanowicz, scultrice polacca († 2017)
- 20 giugno - Catherine Aird, scrittrice britannica († 2024)
- 20 giugno - Giorgio Albertini, pittore e fotografo italiano († 2020)
- 20 giugno - Bill Hougland, cestista statunitense († 2017)
- 20 giugno - Lando Macchi, calciatore italiano († 2017)
- 20 giugno - Juan Alberto Melgar Castro, generale honduregno († 1987)
- 20 giugno - Paul Pender, pugile statunitense († 2003)
- 20 giugno - Ellis Rabb, regista e attore statunitense († 1998)
- 20 giugno - Massimo Turci, doppiatore e direttore del doppiaggio italiano († 2023)
- 21 giugno - Lidia De Federicis, critica letteraria e insegnante italiana († 2011)
- 21 giugno - Luigi Masperi, calciatore italiano († 2022)
- 21 giugno - Mike McCormack, giocatore di football americano e allenatore di football americano statunitense († 2013)
- 21 giugno - Luigi Scanselli, ex calciatore italiano
- 22 giugno - Jurij Petrovič Artjuchin, cosmonauta sovietico († 1998)
- 22 giugno - Walter Bonatti, alpinista, esploratore e giornalista italiano († 2011)
- 22 giugno - Vittorio Citterich, giornalista e scrittore italiano († 2011)
- 22 giugno - René Dereuddre, calciatore e allenatore di calcio francese († 2008)
- 22 giugno - Roy Drusky, cantante e attore statunitense († 2004)
- 22 giugno - Norm Grekin, cestista statunitense († 1981)
- 22 giugno - Sa'dun Hammadi, politico iracheno († 2007)
- 22 giugno - Gilles Jacob, critico cinematografico, regista e produttore cinematografico francese
- 22 giugno - Pierre Restany, critico d'arte francese († 2003)
- 22 giugno - Paolo Spagnolo, pianista italiano († 2012)
- 22 giugno - Franco Viviani, calciatore e allenatore di calcio italiano († 2007)
- 22 giugno - Erasmo Zamperlini, calciatore italiano
- 23 giugno - Walter Dukes, cestista statunitense († 2001)
- 23 giugno - Donn Eisele, astronauta statunitense († 1987)
- 23 giugno - John Elliott, storico britannico († 2022)
- 23 giugno - Árpád Fazekas, calciatore ungherese († 2018)
- 23 giugno - Josef Hügi, calciatore svizzero († 1995)
- 23 giugno - Elza Soares, cantante brasiliana († 2022)
- 23 giugno - Mohamed Mehdi Yaghoubi, lottatore iraniano († 2021)
- 24 giugno - Alberto Astraceli, calciatore italiano († 2002)
- 24 giugno - Giorgio Ceragioli, ingegnere italiano († 2008)
- 24 giugno - Claude Chabrol, regista, sceneggiatore e attore francese († 2010)
- 24 giugno - William Gaskill, regista teatrale britannico († 2016)
- 24 giugno - Herb Klein, politico statunitense († 2023)
- 24 giugno - June Thomson, scrittrice britannica († 2022)
- 25 giugno - Ermanno Benocci, politico italiano († 2004)
- 25 giugno - Vic Keeble, calciatore inglese († 2018)
- 25 giugno - Gino Menozzi, ex calciatore italiano
- 25 giugno - George Murdock, attore statunitense († 2012)
- 25 giugno - Georgi Čerkelov, attore bulgaro († 2012)
- 25 giugno - Petar Šegvić, canottiere jugoslavo († 1990)
- 26 giugno - Jackie Fargo, wrestler statunitense († 2013)
- 27 giugno - Raymond Barbeau, scrittore e attivista canadese († 1992)
- 27 giugno - Jiří Baumruk, cestista e allenatore di pallacanestro cecoslovacco († 1989)
- 27 giugno - Marius Bruat, calciatore francese († 2020)
- 27 giugno - Giordano Damiani, cestista italiano († 1999)
- 27 giugno - Tommy Kono, sollevatore statunitense († 2016)
- 27 giugno - Ross Perot, imprenditore e politico statunitense († 2019)
- 27 giugno - Claude Simonet, calciatore e dirigente sportivo francese († 2023)
- 27 giugno - Francesco Tabusso, pittore italiano († 2012)
- 27 giugno - Volker Vogeler, regista e sceneggiatore tedesco († 2005)
- 28 giugno - José Luis Artetxe, calciatore spagnolo († 2016)
- 28 giugno - William Cecil Campbell, biochimico irlandese
- 28 giugno - Itamar Augusto Cautiero Franco, politico brasiliano († 2011)
- 28 giugno - Jack Gold, regista britannico († 2015)
- 28 giugno - Joachim Hansen, attore tedesco († 2007)
- 28 giugno - Maureen Howard, scrittrice statunitense († 2022)
- 28 giugno - Ignazio Pietro VIII Abdel-Ahad, patriarca cattolico siriano († 2018)
- 28 giugno - Emilio Marchesini, attore e doppiatore italiano († 1992)
- 28 giugno - Lucio Mastronardi, scrittore italiano († 1979)
- 28 giugno - Vittorio Tomassetti, vescovo cattolico italiano († 2008)
- 28 giugno - Kenneth Wannberg, compositore e arrangiatore statunitense († 2022)
- 29 giugno - Ernst Albrecht, politico, funzionario e imprenditore tedesco († 2014)
- 29 giugno - Ivan Allen, danzatore statunitense († 2012)
- 29 giugno - Giorgio Bozzato, allenatore di calcio e calciatore italiano († 1988)
- 29 giugno - Hans Däscher, ex saltatore con gli sci svizzero
- 29 giugno - Robert Evans, produttore cinematografico, attore e produttore televisivo statunitense († 2019)
- 29 giugno - Sachiko Hidari, attrice e regista giapponese († 2001)
- 29 giugno - Anatolij Maslënkin, calciatore e allenatore di calcio sovietico († 1988)
- 29 giugno - Sławomir Mrożek, drammaturgo e scrittore polacco († 2013)
- 29 giugno - Jack Turner, cestista statunitense († 2014)
- 29 giugno - Ariadna Welter, attrice messicana († 1998)
- 30 giugno - Nino Calebotta, cestista italiano († 2002)
- 30 giugno - Georges Christiaens, ciclista su strada belga († 1986)
- 30 giugno - Enrica Collotti Pischel, storica italiana († 2003)
- 30 giugno - Karl-Heinz Holze, calciatore tedesco orientale († 2000)
- 30 giugno - Nikolaj Karetnikov, compositore russo († 1994)
- 30 giugno - Paul Tịnh Nguyễn Bình Tĩnh, vescovo cattolico vietnamita († 2023)
- 30 giugno - Boris Vladimirovič Rycarev, regista sovietico († 1995)
- 30 giugno - Thomas Sowell, economista e saggista statunitense
- 30 giugno - Ahmed Zaki Yamani, politico saudita († 2021)